# NGC 2657
NGC 2657 (również PGC 24595 lub UGC 4573) – galaktyka spiralna (Sd), znajdująca się w gwiazdozbiorze Raka. Odkrył ją Édouard Jean-Marie Stephan 7 marca 1885 roku.